# Betonica betoniciflora
Betonica betoniciflora ist eine Pflanzenart aus der Gattung der Betonien (Betonica) innerhalb der Familie der Lippenblütler (Lamiaceae).

## Beschreibung

### Vegetative Merkmale
Betonica betoniciflora ist eine ausdauernde krautige Pflanze und erreicht Wuchshöhen von 75 bis 100 Zentimetern. Sie bildet ein unterirdisches, knotiges Rhizom als Überdauerungsorgan aus. Der aufrechte, grobe Stängel ist an der Basis mit rückwärts gerichteten dichten langen Gliederhaaren bedeckt, nach oben hin zu verstreut behaart (Indument).
Die Laubblätter stehen in einer grundständigen Rosette zusammen und sind gegenständig am Stängel verteilt. Die Grundblätter sind bei einer Länge von 13 bis 15 Zentimetern sowie einer Breite von 4 bis 5 Zentimetern schmal-oval, mit schräger Spreitenbasis und gerundeten Zähnen. Die oberen Stängelblätter sind 5 bis 6 Zentimeter lang, 2 bis 3 Zentimeter breit, am Rand gesägt, die obersten Stängelblätter sind lanzettlich, ungeteilt, auf der Oberseite mit verstreuten kurzen Haaren auf der Unterseite mit langen Haaren an den Adern. Die unteren Laubblätter sind kurz gestielt. Die oberen Stängelblätter sind sitzend.

### Generative Merkmale
Die Blütezeit reicht von Juni bis August. Der Blütenstand besteht aus Scheinquirlen mit zehn bis zwölf sitzenden Blüten, die eine kompakte Endinfloreszenz in einer gedrängten Scheinähre bilden und nur ein bis zwei Blüten in den nach unten abgesetzten Scheinquirlen. Die lanzettlichen Hochblätter sind mit einer Länge von 12 bis 17 Millimetern so lang oder kürzer wie der Blütenkelch.
Die zwittrigen Blüten sind zygomorph und fünfzählig mit doppelter Blütenhülle. Die fünf Kelchblätter sind röhrig verwachsen und besitzen verstreut kurze Gliederhaare. Die Kelchröhre ist 10 bis 12 Millimeter lang. Die fünf Kelchzähne sind bei einer Länge von 5 bis 6 Millimeter lanzettlich mit spitzem oberen Ende. Die Kronblätter sind lilafarben. Die 12 bis 15 Millimeter lange Kronenröhre ist stark herausstehend und unregelmäßig mit Haaren von der Kronenöffnung bis zur Mitte bedeckt. Die Oberlippe ist leicht gebogen, so lang wie die Unterlippe und auf der Oberseite behaart. Die Unterlippe besitzt einen breit-ovalen Mittellappen und ebenso lange seitliche verkehrt-eiförmige Kronlappen. Die Staubblätter überragen die Blütenkrone.
Die dreieckigen Teilfrüchte sind längsgefurcht.

## Vorkommen
Betonica betoniciflora kommt in Zentralasien im Pamir-Alai sowie im Tien-Shan vor.
Betonica betoniciflora gedeiht in der Wald- und Gebüschzone auf Waldfreiflächen sowie in Gebüsch- und Wacholderheiden.

## Taxonomie
Den Holotypus sammelte R. F. von der Osten-Sacken („aus dem Ili Ala-Tau“ – ”Am Eingange in die Kastek-Schlucht” 5. Juli 1867), der in Sankt Petersburg hinterlegt ist. Der Name Betonica foliosa  wurde 1869 durch Franz Joseph Ruprecht in Sertum Tianschanicum. Botanische Ergebnisse einer Reise im mittleren Tian-Schan, S. 66 für die Art verwendet, ist allerdings ungültig. Die gültige Erstbeschreibung des Basionym Stachys betoniciflora wurde 1913 durch Olga Alexandrowna Fedtschenko und Boris Alexjewitsch Fedtschenko in Consp. Fl. Turkestanicae, Band 5, S. 165 veröffentlicht. Die Neukombination zu Betonica betoniciflora (Rupr. ex O.Fedtsch. & B.Fedtsch.) Sennikov wurde 2013 in Alexander N. Sennikov, Georgy A. Lazkov: Taxonomic corrections and new records in vascular plants of Kyrgyzstan, 2. In: Memoranda Societatis pro Fauna et Flora Fennica. Band 89, S. 131 veröffentlicht.
Ein weiteres Synonym für Betonica betoniciflora (Rupr. ex O.Fedtsch. & B.Fedtsch.) Sennikov ist Betonica foliosa Rupr. non C. Presl.